# Carmen Campidoctoris

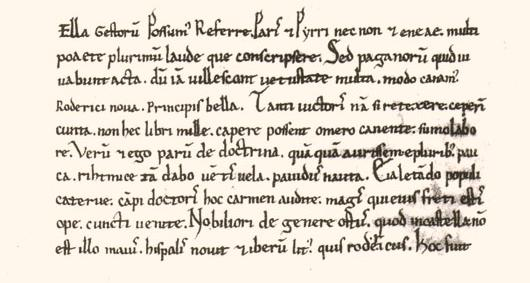
Primeras líneas del manuscrito Carmen Campidoctoris.

El Carmen Campidoctoris o Poema latino del Cid, es un himno panegírico neolatino que celebra las hazañas de Rodrigo Díaz el Campeador en poco más de un centenar de versos sáficos y adónicos. Según un estudio dirigido por Alberto Montaner Frutos el poema fue compuesto hacia 1190. Otros autores, como el historiador Gonzalo Martínez Diez, siguiendo a Ramón Menéndez Pidal, lo datan entre los años 1082 y 1093. Pudo componerse en Roda de Isábena [cita requerida] y ser trasladado al Monasterio de Ripoll, donde se encontró.
Del texto se conservan en la actualidad 128 versos divididos en estrofas de cuatro versos, tres sáficos y uno adónico. Del verso 129 solo se conservan las primeras palabras, habiéndose perdido las siguientes estrofas por encontrarse borradas o raspadas en el códice original. Su autoría, según las investigaciones de Ubieto Arteta, ha sido atribuida a un monje del monasterio oscense de Roda de Isábena[cita requerida]. Posteriormente, el códice habría sido trasladado al Monasterio de Ripoll, conservándose en la actualidad en la Biblioteca Nacional de París con la signatura lat. 5.132.
Se trata de un poema encomiástico a un héroe, al modo de los himnos grecolatinos, dedicado a las laudes de Rodrigo Díaz, llamado El Cid, en el que se relatan tres victorias del Campeador: con un caballero navarro desconocido, con el conde García Ordóñez de Cabra, y finalmente con el conde de Barcelona, con ocasión de la conquista de Almenara, al norte de Lérida.
El autor es un poeta culto que compone un elogio de las victorias campales más destacadas del héroe con la finalidad de ensalzar sus hazañas.
Su interés radica en que en sus primeros versos aluden por primera vez en la literatura coetánea a los poemas homéricos (Paris, Pirro, Eneas, Héctor, la Guerra de Troya) y en ser, aunque incompleto, el testimonio biográfico más antiguo sobre el Cid tras la Historia Roderici (hacia 1190), biografía latina en prosa que constituye una fuente del Carmen Campidoctoris. El poema está dirigido a una audiencia letrada, capaz de entender el registro culto del latín con que está escrito, que no es el notarial medieval ni el eclesiástico.
Las primeras estrofas sáficas de este himno de la poesía hispano-latina de elogio de Rodrigo Díaz el Campeador dicen así:

Bella gestorum possumus referre
Paris et Pyrri necnon et Eneae,
multi poete plurima in laude
que conscripsere.

Sed paganorum quid iuvabunt acta,
dum iam villescant vetustate multa?
Modo canamus Roderici nova
principis bella.

Tanti victoris nam si retexere
ceperim cunta, non hec libri mille
capere possent, Omero canente,
sumo labore.

Gestas guerreras podemos narrar
de Paris y Pirro, y también de Eneas
que muchos poetas en loor suyo
han reunido.

Mas ¿qué gozo han de dar los hechos paganos,
 si por su antigüedad hoy pierden valor?
Cantemos entonces de Rodrigo príncipe
las nuevas batallas.

Pues si a recoger comienzo las victorias,
tan numerosas de este, ni mil libros
podrán reunirlas, aunque cante Homero,
con sumo trabajo.